# Nowy Pohost (gmina)
Nowy Pohost (lub Nowy-Pohost) – dawna gmina wiejska istniejąca do 1945 roku w woj. nowogródzkim/Ziemi Wileńskiej/woj. wileńskim w Polsce (obecnie Białoruś). Siedzibą gminy było miasteczko Nowy Pohost (625 mieszkańców w 1921 roku).
Na samym początku okresu międzywojennego gmina Nowy Pohost należała do powiatu dziśnieńskiego w woj. nowogródzkim. 13 kwietnia 1922 roku gmina wraz z całym powiatem dziśnieńskim została przyłączona do Ziemi Wileńskiej, przekształconej 20 stycznia 1926 roku w województwo wileńskie. 1 stycznia 1926 roku gminę wyłączono z powiatu dziśnieńskiego i przyłączono do powiatu brasławskiego w tymże województwie.
1 kwietnia 1927 roku do gminy Nowy Pohost przyłączono część obszaru zniesionej gminy Czeressa. 
Po wojnie obszar gminy Nowy Pohost został odłączony od Polski i włączony do Białoruskiej SRR.

## Demografia
Według Powszechnego Spisu Ludności z 1921 roku gminę zamieszkiwało 8 376 osób, 3 488 było wyznania rzymskokatolickiego, 3 406 prawosławnego, 8 ewangelickiego, 1 145 staroobrzędowego, 322 mojżeszowego a 7 mahometańskiego. Jednocześnie 2 177 mieszkańców zadeklarowało polską przynależność narodową, 5 868 białoruską, 160 żydowską, 7 tatarską, 156 rosyjską i 8 łotewską. Było tu 1 595 budynków mieszkalnych.